# Aéroport du Port de Victoria
Ne doit pas être confondu avec Aéroport international de Victoria.
L'Aéroport du Port de Victoria (en anglais : Victoria Inner Harbour Airport) est un hydroaérodrome situé dans le havre de Victoria, Colombie-Britannique, Canada.